# Educación Secundaria Obligatoria
La Educación Secundaria Obligatoria (ESO) es un sistema educativo español de enseñanza secundaria que comenzó su implantación progresiva en el curso 1995-1996 y que tiene como objetivo preparar a los alumnos de entre doce y dieciséis años para sus próximos estudios o el mundo laboral. Se cursa en los institutos de Educación Secundaria (IES), en los centros o colegios de Enseñanza Obligatoria (CEO) o bien en centros privados y concertados. Entre las modificaciones más recientes, se encuentran la LOE de mayo de 2006 y la LOMLOE de 2020.

## Cursos escolares
- 1° ESO (alumnos de 12 a 13 años)
- 2° ESO (alumnos de 13 a 14 años)
- 3° ESO (alumnos de 14 a 15 años)
- 4° ESO (alumnos de 15 a 16 años)

Siempre que no haya repeticiones de algún curso.

## Antiguo sistema
Antes de la implantación de la ESO el sistema educativo consistía en:
- Educación General Básica (6-14 años).
- A los 14 años, se podía elegir entre una formación académica o profesional.
- En caso de escoger la primera opción, el alumno haría el Bachillerato Unificado Polivalente o BUP (14-17 años).
- En el último curso, haría COU.

## Estadísticas
|                                   | 2009-10   | 2010-11   | 2011-12   | 2012-13   | 2013-14   | 2014-15   | 2015-16   | 2016-17   | 2017-18   | 2018-19   | 2019-20   |
| --------------------------------- | --------- | --------- | --------- | --------- | --------- | --------- | --------- | --------- | --------- | --------- | --------- |
| Alumnado matriculado              | 1.792.789 | 1.786.754 | 1.792.548 | 1.808.502 | 1.820.470 | 1.840.748 | 1.869.283 | 1.887.027 | 1.893.566 | 1.897.781 | 1.748.429 |
| Alumnado que terminó sus estudios | 317.723   | 315.667   | 319.591   | 324.309   | 327.916   | 341.824   | 358.094   | 365.299   | 371.432   | 378.152   | 310.490   |
| Fuente: www.mecd.gob.es.          |           |           |           |           |           |           |           |           |           |           |           |

## Estructura
Las competencias en materia de educación están delegadas en las comunidades autónomas y por lo tanto el currículum varía entre una comunidad y otra.

### Modelo de Canarias
| 1.º de ESO |
| --- |
| Asignaturas Troncales |
| - Biología y Geología (3h) - Geografía e Historia (3h) - Lengua Castellana y Literatura (4h) - Primera Lengua Extranjera (Inglés) (4h) - Matemáticas (4h) - Tutoría (1h) - Ciencias Naturales (2h)                                                                     |
| Asignaturas Específicas |
| - Educación Física (2h) - Segunda Lengua Extranjera (francés, alemán u otro) (2h) - Tecnología (2h) - Educación Plástica, Visual y Audiovisual (2h) - Prácticas Comunicativas y Creativas (2h) - Una de las siguientes opciones: - Valores Éticos (1h) - Religión (1h) |

| 2.º de ESO |
| --- |
| Materias Comunes |
| - Geografía e Historia (3h) - Educación Física (2h) - Lengua Castellana y Literatura (4h) - Primera Lengua Extranjera (Inglés) (4h) - Matemáticas (4h) - Música (2h) - Tecnología (2h) - Tutoría (1h) - Segunda Lengua Extranjera (Francés, alemán u otro) (2h) - Prácticas Comunicativas y Creativas (2h) - Física y Química (3h) |
| Materias Optativas |
| - Valores Éticos o Religión Católica (1h) |

| 3.º de ESO |
| --- |
| Materias Comunes |
| - Biología y Geología (2h) - Física y Química (2h) - Geografía e Historia (3h) - Educación Física (2h) - Lengua Castellana y Literatura (4h) - Primera Lengua Extranjera (Inglés) (4h) - Tutoría (1h) - Segunda Lengua Extranjera (Francés, alemán u otro) (2h) - Educación Para La Ciudadanía y Los Derechos Humanos (1h) |
| Materias Optativas |
| - Valores Éticos o Religión Católica (1h) - Matemáticas (Académicas o aplicadas) (4h) |
| Materias Optativas (se eligen 2) |
| - Cultura Clásica (2h) - Educación Plástica,Visual y Audiovisual (2h) - Iniciación a La Actividad Emprendedora y Empresarial (IVY) (2h) - Música (2h) - Tecnología (2h) |

| 4.º de ESO |
| --- |
| Materias Comunes |
| - Geografía e Historia (3h) - Educación Física (2h) - Lengua Castellana y Literatura (4h) - Historia de Canarias (1h) - Primera Lengua Extranjera (Inglés) (4h) - Tutoría (1h) |
| Matemáticas Orientadas a las Enseñanzas Académicas (Elegir entre esta o aplicadas) |
| - Opción A: Hacia el Bachillerato de Ciencias de la Salud o Ciencias Tecnológicas: -Matemáticas (4h) -Biología y Geología (3h) -Física y Química (3h) - Opción B: Hacia el Bachillerato de Humanidades y Ciencias Sociales: -Matemáticas (4h) -Latín (3h) -Economía (3h)                                                                     |
| Matemáticas Orientadas a las Enseñanzas Aplicadas (Elegir entre esta o académicas) |
| - Opción A: Hacia la Formación Profesional: -Matemáticas (4h) (Se eligen dos) -Ciencias Aplicadas a la Actividad Profesional (3h) -Iniciación a la Actividad Emprendedora y Empresarial (IVY) (3h) -Tecnología (3h) |
| Materias Optativas |
| - Valores Éticos o Religión Católica (1h) |
| Materias Optativas (se eligen 2) |
| - Artes Escénicas y Danza (2h) - Cultura Científica (2h) - Filosofía (2h) - Música (2h) - Tecnologías de la información y la comunicación (TIC) (2h) - Segunda Lengua Extranjera (Francés, alemán u otro) (2h) - Educación Plástica, Visual y Audiovisual (2h) - Tecnología (2h) (Si no ha sido escogida previamente) - Cultura Clásica (2h) |

- Aunque el Gobierno de Canarias establezca ese modelo como el obligatorio, algunos institutos pueden modificarlos a su manera, pero nunca suprimiendo las asignaturas troncales.

### Modelo de la Comunidad de Madrid
| 1.º DE LA ESO |
| --- |
| Materias Comunes |
| - Biología y Geología - Geografía e Historia - Educación Física - Lengua Castellana y Literatura - Primera Lengua Extranjera (Inglés) - Matemáticas - Educación Plástica y Visual - Tecnología, Programación y Robótica - Tutoría |
| Materias Optativas (se elige un itinerario) |
| - Francés, Refuerzo de Matemáticas o Lengua Castellana y alemán (en algunos centros) - Valores Éticos o Religión |

| 2.º DE LA ESO |
| --- |
| Materias Comunes |
| - Física y Química - Geografía e Historia - Educación Física - Lengua Castellana y Literatura - Primera Lengua Extranjera (Inglés) - Matemáticas - Música - Tutoría - Tecnología, Programación y Robótica - Educación Plástica y Visual |
| Materias Optativas (se elige un itinerario) |
| - Francés, Refuerzo de Matemáticas o Lengua Castellana y alemán (en algunos centros) - Valores Éticos o Religión |

| 3.º DE LA ESO |
| --- |
| Materias Comunes |
| - Biología y Geología - Física y Química - Geografía e Historia - Educación Física - Lengua Castellana y Literatura - Primera Lengua Extranjera (Inglés) - Matemáticas (Académicas o Aplicadas) - Tutoría - Tecnología, Programación y Robótica |
| Materias Optativas (se elige un itinerario) |
| - Francés, Iniciación a la Actividad Emprendedora y Empresarial, Ampliación de Matemáticas, Cultura Clásica y alemán (en algunos centros) - Valores Éticos o Religión                                                                           |

| 4.º DE LA ESO |
| --- |
| Materias Comunes |
| - Ciencias Sociales (Historia) - Educación Física - Educación Ético-Cívica - Lengua Castellana y Literatura - Primera Lengua Extranjera (Inglés) - Historia y Cultura de las Religiones o Religión - Tutoría                                                                   |
| Materias Optativas (se elige un itinerario) |
| - Biología y Geología, Física y Química, Matemáticas B e Informática o Tecnología - Latín, Música, Matemáticas A o B e Informática o Tecnología - Educación Plástica y Visual, Informática, Tecnología y Matemáticas A - Francés y Refuerzo de Matemáticas o Lengua Castellana |

### Modelo de Andalucía
| 1.º de ESO |
| --- |
| Materias Comunes |
| - Lengua Castellana y Literatura (4h) - Matemáticas (4h) - Primer Idioma Extranjero: Inglés (4h) - Biología y Geología (3h) - Geografía e Historia (3h) - Religión Católica / Atención Educativa (1h) - Segunda Lengua Extranjera (2h) - Educación Física (3h) - Música (2h) - Educación Plástica, Visual y Audiovisual (1h) - Tutoría (1h) |
| Materias Optativas (se escoge 1) dicha materia escogida se impartirá 2h semanales |
| - Oratoria y Debate - Computación y Robótica - Cultura Clásica - Proyecto Interdisciplinar |

| 2.º de ESO |
| --- |
| Materias Comunes |
| - Lengua Española y Literatura (4h) - Matemáticas (4h) - Primer Idioma Extranjero: Inglés (4h) - Física y Química (3h) - Geografía e Historia (3h) - Tecnología y Digitalización (3h) - Religión Católica / Atención Educativa (1h) - Música (2h) - Educación Física (2h) - Valores cívicos y éticos (1h) - Tutoría (1h) |
| Materias Optativas (se escoge 1) dicha materia escogida se impartirá 2h semanales |
| - Segundo Idioma Extranjero: Lengua Francesa - Oratoria y Debate - Cultura Clásica - Proyecto Interdisciplinar - Robótica y Computación - Proyecto de Educación Plástica, Visual y Audiovisual |

| 3.º de ESO |
| --- |
| Materias Comunes |
| - Lengua Castellana y Literatura (4h) - Matemáticas (4h) - Primer Idioma Extranjero: Inglés (4h) - Geografía e Historia (3h) - Tecnología y Digitalización (2h) - Física y Química (3h) - Biología y Geología (2h) - Religión Católica/Atención educativa (1h) - Educación Física (2h) - Educación plástica, visual y audiovisual (2h) - Tutoría (1h) |
| Materias Optativas (se escoge 1) dicha materia escogida se impartirá 2h semanales |
| - Segundo Idioma Extranjero: Lengua Francesa - Cultura Clásica - Cultura del Flamenco - Robótica y computación - Oratoria y debate - Proyecto Interdisciplinar - Música - Iniciación a la Actividad Empresarial y Emprendedora - Filosofía y Argumentación                                                                                            |

| 4.º de ESO |
| --- |
| Materias Comunes |
| - Lengua Castellana y Literatura (4h) - Primer Idioma Extranjero: Lengua Inglesa (4h) - Historia (3h) - Religión Católica / Atención educativa (1h) - Tutoría (1h) |
| Matemáticas (se escoge 1) dicha materia escogida se impartirá 4h semanales |
| - Ciencias Matemáticas orientadas a las Enseñanzas Académicas - Ciencias Matemáticas orientadas a las Enseñanzas Aplicadas |
| Optativas BLOQUE 1 : Materias Optativas Troncales (se escoge 3 ) dicha materia escogida se impartirá 3h semanales BLOQUE 2 : Materias Optativas de la Comunidad ( se escoge 1 ) dicha materia se impartirá 2h semanales |
| - BLOQUE 1* - Física y Química - Latín - Biología y Geología - Economía - Tecnología - Digitalización - Economía y emprendimiento - Expresión Artística - Formación y Orientación Personal y Profesional - Música - Segunda lengua extranjera - BLOQUE 2* - Ampliación de Cultura Clásica - Aprendizaje Social y Emocional - Artes escénicas y danza - Cultura Científica - Filosofía - Proyecto Interdisciplinar |

### Modelo de Extremadura
| 1.º de ESO |
| --- |
| Materias Comunes |
| - Lengua Castellana y Literatura - Educación Física - Ciencias de la Naturaleza - Ciencias Sociales, Geografía e Historia - Inglés Lengua Extranjera - Matemáticas - Educación Plástica y Visual |
| Materias Optativas (se escoge 1 de cada tipo) |
| - Francés o Portugués (es diferente en cada centro algunos dan otros idiomas diferentes) - Religión, o bien OMOAE (depende del centro es una actividad u otra)                                   |

| 2ºde ESO |
| --- |
| Materias Comunes |
| - Lengua Castellana y Literatura - Educación Física - Matemáticas - Tecnologías - Inglés Lengua Extranjera - Ciencias de la Naturaleza - Ciencias Sociales, Geografía e Historia - Historia de la Música - Física y Química |
| Materias Optativas (se escogen 2) |
| - Francés - Religión - Historia y cultura de las religiones |

| 3.º de ESO |
| --- |
| Materias Comunes |
| - Lengua Castellana y Literatura - Educación Física - Biología y Geología - Física y Química - Ciencias Sociales, Geografía - Primera Lengua Extranjera (Inglés o Francés) - Tecnologías - Matemáticas (Aplicadas o Académicas) - Educación Plástica y Visual - Educación para la Ciudadanía y los Derechos Humanos |
| Materias Optativas (se escogen 2) |
| - Francés/ Inglés - Religión - Historia y cultura de las religiones - Imagina y Emprende |

| 4.º de ESO |
| --- |
| Materias Comunes |
| - Lengua Castellana y Literatura - Educación Física - Ciencias Sociales, Historia - Primera Lengua Extranjera, Inglés o Francés - Educación Ético-Cívica - Matemáticas (Opciones A o B)                                                |
| Materias Optativas (se escogen 3) |
| - Informática - Francés - Religión - Historia y cultura de las religiones - Tecnologías - Física y Química - Latín - Educación plástica y visual - Otras Medidas Organizativas para la debida Atención Educativa - Biología y Geología |

### Modelo de la Comunidad Valenciana
| 1.º de ESO |
| --- |
| Materias Comunes |
| - Biología y Geología (3h) - Ciencias Sociales, Geografía e Historia (3h) - Educación Física (2h) - Lengua Castellana y Literatura (4h) - Llengua Valenciana i Literatura (4h) - Inglés/Primera Lengua Extranjera (3h) - Matemáticas (4h) - Educación Plástica y Visual (3h) - Música (2h) - Tutoría (1h) |
| Materias Optativas |
| - Segunda Lengua Extranjera (Alemán/Francés) (2h) (se elige 1) - Refuerzo de matemáticas o lengua (se elige 1) (si se elige esta opción no existirá la opción de segunda lengua) - Valores Éticos/Historia y Cultura de las Religiones/Religión (2h) (se elige 1)                                         |

| 2.º de ESO |
| --- |
| Materias Comunes |
| - Física y Química (3h) - Ciencias Sociales, Geografía e Historia (3h) - Educación Física (2h) - Lengua Castellana y Literatura (4h) - Llengua Valenciana i Literatura (4h) - Inglés/Primera Lengua Extranjera (4h) - Matemáticas (4h) - Educación Plástica y Visual (3h) - Tecnologías (3h) - Tutoría (1h) |
| Materias Optativas |
| - Segunda Lengua Extranjera (Alemán/Francés) (2h) (se elige 1 idioma) - Refuerzo de matemáticas o lengua (se elige 1) (si se elige esta opción no existirá la opción de segunda lengua) - Valores Éticos/Historia y Cultura de las Religiones/Religión (1h) (se elige 1)                                    |

| 3.º de ESO |
| --- |
| Materias Comunes |
| - Biología y Geología (2h) - Física y Química (2h) - Ciencias Sociales, Geografía (3h) - Educación Física (2h) - Educación para la Ciudadanía (1h) - Lengua Castellana y Literatura (4h) - Llengua Valenciana i Literatura (4h) - Inglés/Primera Lengua Extranjera (3h) - Matemáticas (Aplicadas o Académicas) (3h) - Música (3h) - Tecnologías (3h) - Tutoría (1h) |
| Materias Optativas |
| - Segunda Lengua Extranjera (Alemán/Francés) (2h) (se elige 1 idioma) - Valores Éticos/Historia y Cultura de las Religiones/Religión (1h) (se elige 1) |

| 4.º de ESO |
| --- |
| Materias Comunes |
| - Ciencias Sociales, Historia (3h) - Educación Física (2h) - Educación Ético-Cívica (2h) - Lengua Castellana y Literatura (4h) - Llengua Valenciana i Literatura (4h) - Inglés/Primera Lengua Extranjera (4h) - Matemáticas A o B (4h) - Atención Educativa/Historia y Cultura de las Religiones/Religión (1h) (se elige 1) - Tutoría (1h) |
| Materias Optativas (se eligen 3) |
| - Biología y Geología (3h) - Educación Plástica y Visual (3h) - Física y Química (3h) - Informática (3h) - Latín (3h) - Música (3h) - Segunda Lengua Extranjera (Alemán/Francés) (3h) (se elige 1 idioma) - Tecnología (3h) |

### Modelo de Aragón
| 1.º de ESO |
| --- |
| Materias Comunes |
| - Biología y Geología (3h) - Geografía e Historia (3h) - Educación Física (2h) - Lengua Castellana y Literatura (4h) - Primera Lengua Extranjera (4h) - Matemáticas (4h) - Educación Plástica, Visual y Audiovisual (3h) - Música (2h) - Tutoría (1h)                                                   |
| Materias Optativas |
| - Segunda Lengua Extranjera (2h) - Refuerzo de matemáticas y/o lengua (si se elige esta opción no existirá la opción de segunda lengua) (2h) - Valores Éticos / Religión (1h) (se elige 1) - Lenguas propias de Aragón (2h o 3h) (Aragonés o Catalán, el centro elige si se ofrecen 2 o 3 horas/semana) |

| 2.º de ESO |
| --- |
| Materias Comunes |
| - Física y Química (3h) - Geografía e Historia (3h) - Educación Física (2h) - Lengua Castellana y Literatura (4h) - Primera Lengua Extranjera (4h) - Matemáticas (4h) - Educación Plástica y Visual (3h) - Tecnologías (3h) - Tutoría (1h)                                                              |
| Materias Optativas |
| - Segunda Lengua Extranjera (2h) - Refuerzo de matemáticas y/o lengua (si se elige esta opción no existirá la opción de segunda lengua) (2h) - Valores Éticos / Religión (1h) (se elige 1) - Lenguas propias de Aragón (2h o 3h) (Aragonés o Catalán, el centro elige si se ofrecen 2 o 3 horas/semana) |

| 3.º de ESO |
| --- |
| Materias Comunes |
| - Biología y Geología (2h) - Física y Química (2h) - Ciencias Sociales, Geografía (3h) - Educación Física (2h) - Educación para la Ciudadanía (1h) - Lengua Castellana y Literatura (4h) - Primera Lengua Extranjera (3h) - Matemáticas (Aplicadas o Académicas) (3h) - Música (3h) - Tecnología (3h) - Tutoría (1h) |
| Materias Optativas |
| - Segunda Lengua Extranjera (2h) O - Refuerzo de matemáticas y/o lengua (si se elige esta opción no existirá la opción de segunda lengua) (2h) O - Cultura Clásica (2h) O - Iniciación a la Actividad Empresarial (2h) (elegir 2h de las 4 anteriores opciones) - Valores Éticos / Religión (1h) (se elige 1) - Lenguas propias de Aragón (2h o 3h) (Aragonés o Catalán, el centro elige si se ofrecen 2 o 3 horas/semana) |

| 4.º de ESO (opción académicas) |
| --- |
| Materias Comunes |
| - Geografía e Historia (3h) - Educación Física (2h) - Lengua Castellana y Literatura (4h) - Primera Lengua Extranjera (4h) - Matemáticas Académicas (4h) - Tutoría (1h) |
| Materias Optativas |
| Se eligen 2 asignaturas del primer bloque, 1 asignatura del segundo bloque y 1 asignatura del tercer bloque - Biología y Geología (3h) - Física y Química (3h) - Economía (3h) - Latín (3h) - Educación Plástica, Visual y Audiovisual (3h) - Música (3h) - Segunda Lengua Extranjera (3h) - Tecnología (3h) - Cualquier materia del primer bloque adicional (3h) - Cultura Clásica (2h) - Filosofía (2h) - Artes escénicas y Danza (2h) - Cultura científica (2h) - Tecnologías de la Información y la comunicación (2h) - Lenguas propias de Aragón (2h o 3h) (Aragonés o Catalán, el centro elige si se ofrecen 2 o 3 horas/semana) |

## Salidas y conexiones con otros estudios
- Con el título de Graduado en ESO:
  - Bachillerato.
  - Ciclos formativos de grado medio.
  - Ciclos formativos de grado medio de artes plásticas y diseño.
  - Enseñanzas deportivas de grado medio.
  - Enseñanzas No Regladas/No Oficiales.
- Sin el título de Graduado en ESO:
  - Formación ocupacional.
  - Programas de cualificación profesional inicial.
  - Preparación de la prueba de acceso a los Ciclos formativos de grado medio u otras temáticas.
  - Formación específica no reglada en academias privadas.
  - Formación de adultos.

- Los objetivos de todas estas alternativas sin la ESO aprobada son básicamente:
  - Hacer posible la reincorporación al sistema educativo y evitar la desvinculación con la formación.
  - Ofrecer una formación de iniciación profesional que le permita aumentarsu empleabilidad/ocupabilidad.

Actualmente las equivalencias del título de Graduado en ESO aparecen en la Orden EDU/1603/2009.